# Paul Schneider (Politiker, 1872)
Paul Schneider (* 25. März 1872 in Balve; † 20. Oktober 1936 in Arnsberg) war ein deutscher Jurist und Politiker. Er war Bürgermeister von Arnsberg (1922–1932).

## Leben
Als Sohn eines Rechtsanwalts und Notars geboren, studierte er nach dem Besuch des Gymnasiums in Arnsberg ab 1891 Rechtswissenschaften in Freiburg im Breisgau. Während seines Studiums wurde er 1891 Mitglied der Burschenschaft Saxo-Silesia Freiburg. Nach seiner Promotion zum Dr. iur. und seinem Examen wurde er Rechtsanwalt in Arnsberg, 1919 dort Stadtverordneter und 1922 bis zu seinem Ruhestand 1932 Bürgermeister. 1924 wurde er Hauptvorsitzender des Sauerländischen Gebirgsvereins. Dieses Amt legte er 1933 bei der Gleichschaltung des Vereins nieder und wurde Stellvertretender Vorsitzender.